# Margotia gummifera
Margotia gummifera är en flockblommig växtart som först beskrevs av René Louiche Desfontaines, och fick sitt nu gällande namn av Johan Martin Christian Lange. Margotia gummifera ingår i släktet Margotia och familjen flockblommiga växter. Inga underarter finns listade i Catalogue of Life.